# Émile Renson
Émile Renson (5 januari 1917) is een Belgische voormalige atleet, die gespecialiseerd was in de lange afstand en het veldlopen. Hij werd eenmaal Belgisch kampioen.

## Biografie
Renson werd in 1947 Belgisch kampioen op de 10.000 m. In het veldlopen nam hij vijfmaal deel aan de Landencross. In 1948 won hij de cross van Hannuit, werd hij tweede op het Belgische kampioenschap en werd hij ook tweede op de Landencross na John Doms.
Renson was aangesloten bij FC Hannuit en stapte nadien over naar SC Anderlecht.

## Belgische kampioenschappen
| onderdeel | jaar |
| --------- | ---- |
| 10.000 m  | 1947 |

## Palmares

### 10.000 m
- 1947:  BK AC - 32.56,0

### veldlopen
- 1944:  BK AC
- 1946: 28e Landencross in Ayr
- 1946:  landenklassement Landencross
- 1947: 17e Landencross in Saint-Cloud
- 1947:  landenklassement Landencross
- 1948:  Cross van Hannuit
- 1948:  BK AC in Bosvoorde
- 1948:  Landencross in Reading
- 1948:  landenklassement Landencross
- 1949: 38e Landencross in Dublin
- 1950: 24e Landencross in Bosvoorde
- 1950:  landenklassement Landencross